# Anerincleistus echinatus
Anerincleistus echinatus är en tvåhjärtbladig växtart som beskrevs av J.F. Maxwell. Anerincleistus echinatus ingår i släktet Anerincleistus och familjen Melastomataceae. Inga underarter finns listade i Catalogue of Life.